# チアキ・レイシー
チアキ レイシー（Chiaki Lacey、1994年5月10日 - ）は、2000年代から2010年代に活動した日本の男性タレント。本名はパトリック 千秋 レイシー（Patrick Chiaki Lacey）。千秋レイシーの名で広く知られている。
オーストラリア生まれ、東京都育ち。芸能活動時はジュネス企画。
日本人とオーストラリア人の間に生まれたハーフ。兄のコウタ・レイシーと同じNHK教育『天才てれびくんMAX』のてれび戦士として知られている。
天てれ時代はお笑い系てれび戦士として人気を博した。

## 出演

### バラエティ
- 天才てれびくんMAX（2004年4月5日 - 2008年3月27日、NHK教育テレビ） - てれび戦士

### その他のテレビ番組
- CHILDRENS Lives〜once upon a time and ever after〜（NHK総合テレビ）
- NHK高校講座 家庭総合（2011年4月22日 - 2014年2月27日、NHK Eテレ）

### 映画
- 誰かが私にキスをした（2010年、東映）
- レオニー（2010年、角川映画） 小泉八雲の息子 役

### 舞台
- Coach Christmas Caroling 2003（2003年）イベントモデル
- マジカルスクリーン大作戦〜キャプテン9×9の野望〜（2008年）
- 楠本柊生帝國元帥 presented カイザー・リッター
  - 元帥がやってくる yar yar yar（2010年）
  - カイザー・ライヒス・アーデルspecial 元帥vs元帥vs元帥（2010年）

## 親族

### コウタ・レイシー
コウタ・レイシー（Kohta Lacey、1992年12月12日 - )　は、日本の男性ファッションモデル。
出演
- 映画
  - 誰かが私にキスをした（2010年3月27日、東映）
- テレビ番組
  - 天才てれびくんMAX（2004年4月5日 - 2007年3月29日、NHK教育テレビ） - 洸太レイシー
  - CHILDRENS Lives〜once upon a time and ever after〜（NHK総合テレビ）
  - NHKアニメ大集合 クイズ日本一はだれだ?（2005年5月5日、NHK総合テレビ）
  - ザ・ベストハウス123（フジテレビ）
- オリジナルビデオ
  - ミテルだけ for Lady（2009年）
- イベント
  - Coach Christmas Caroling2003（2003年）

書籍
- 雑誌連載
  - MEN'S NON-NO（集英社）モデル
  - POPEYE（マガジンハウス）モデル

参考文献
- 『TVスター名鑑2009』東京ニュース通信社、2008年11月25日、234頁。ISBN 978-4863360266。
- 『TVスター名鑑2010』東京ニュース通信社、2009年11月25日、239頁。ISBN 978-4863360723。

外部リンク
- kohtalacey (@kohtalacey) - X（旧Twitter）
- Thomas Kohta Furuyama Lacey (@thomas1595) - Instagram
- ジュネス企画 コウタ レイシー - ウェイバックマシン（2011年10月18日アーカイブ分）
- ジュネス Kohta Lacey コウタ レイシー - ウェイバックマシン（2019年12月20日アーカイブ分）
- Kohta Lacey - コウタ レイシー : MEN Models : Jex Models - ウェイバックマシン（2019年12月20日アーカイブ分）
- コウタレイシー 公式ブログ - GREE - ウェイバックマシン（2021年2月28日アーカイブ分）